# Glosolalia (literatura)
Glosolalia (gr. γλῶσσα glō̂ssa „język” + λαλέω laléō „mówię”) – w literaturze pozbawione wyraźnego sensu układy głoskowe, przypominające słowa rodzime lub obce, np. abrakadabra. Często spotykane w twórczości ludowej (zaklęcia, przyśpiewki), oraz w niektórych nurtach literackich, np. w futuryzmie.